# Campionati statunitensi di sci alpino 1969
I Campionati statunitensi di sci alpino 1969 si disputarono a Bear Valley; furono assegnati i titoli di discesa libera e slalom gigante, sia maschili sia femminili, e di slalom speciale maschile.

## Risultati
| Specialità      | Uomini        | Donne           |
| --------------- | ------------- | --------------- |
| Discesa libera  | Spider Sabich | Ann Black       |
| Slalom gigante  | Hank Kashiwa  | Barbara Cochran |
| Slalom speciale | Bob Cochran   | non assegnato   |